# Seemannssprache
Die als Seemannssprache bezeichnete Fachsprache umfasst Begriffe und Formulierungen, die hauptsächlich von Seeleuten und den in der Schifffahrt beschäftigten Personen benutzt werden. Da diese auch ein gesellschaftliches Milieu mit eigener Kultur darstellen, ist die Seemannssprache neben einer Fachsprache auch ein Soziolekt.
Viele Begriffe entstammen zunächst der Sprache der Küstenbewohner, dem Plattdeutsch. Durch gemischte Schiffsbesatzungen mit unterschiedlicher muttersprachlicher Herkunft finden sich in der deutschen Seemannssprache aber auch zahlreiche Lehnwörter aus anderen Sprachen wieder, so aus dem Niederländischen, dem Englischen und dem Spanischen. Gustav Goedels etymologisches Lexikon von 1902 verlor nach dem Erscheinen von Friedrich Kluges Seemannssprache 1908 an Bedeutung. Der Kluge wurde 2007 von Dietmar Bartz aktualisiert und moderner Wortschatz aufgenommen.
In der Seemannssprache spiegelt sich eine Präzisierung und Differenzierung technischer Begriffe aus der Seefahrt wider. Für den Seemann ist es notwendig, nicht einfach von einem „Seil“ zu sprechen, sondern es nach Funktion und Art genauer zu bezeichnen, also von „Want“, „Fall“, „Dirk“ oder „Schot“ (oder noch genauer von „Besanwant“, „Fockschot“ usw.) zu sprechen. Ein weiteres Beispiel für einen Begriff aus der Seemannssprache: Das Beschädigen o. g. Seile wird schamfilen  genannt, also „durch Reibung an harten Gegenständen Zerstörungen der Seilstruktur, auch Ausfaserungen, hervorrufen“.
Seit dem Ende der kommerziellen Segelschifffahrt haben viele Ausdrücke häufig im professionellen Umfeld nur noch eine historische Bewandtnis; so verwendet die Handelsschifffahrt längst nicht mehr alle Ausdrücke, die im Freizeitsportbereich (vor allem im Zusammenhang mit Segelyachten) noch weitgehend vollständig anzutreffen sind.
Zur Seemannssprache gehört wie bei vielen anderen Soziolekten ein eigener Humor, der sich in Seemannsgarn und Seemannswitz äußert.